# Martin Mairitsch
Martin Mairitsch (* 28. Juli 1986 in Hohenems) ist ein österreichischer Eishockeyspieler (Center). Zuletzt spielte er für die Black Wings Linz in der österreichischen Eishockey-Liga.

## Karriere
Martin Mairitsch begann seine Karriere in Hohenems, danach spielte er beim EC Dornbirn sowie bei Ilves Tampere in Finnland. Nach dieser Auslandserfahrung kehrte er nach Österreich zurück, wo er für den EC Dornbirn in der Nationalliga spielte und in zwei Saisons 55 Tore und 30 Assists verbuchen konnte. Unter anderem hatte er Einsätze im U-18 und U-20 Nationalteam. Ab 2005 stand er im Kader des EC Red Bull Salzburg. Im Sommer 2010 unterschrieb Mairitsch einen Vertrag beim EHC Black Wings Linz.

## Erfolge und Auszeichnungen
- 2006 Österreichischer U20-Meister mit dem EC Red Bull Salzburg
- 2007 Österreichischer Meister mit dem EC Red Bull Salzburg
- 2008 Österreichischer Meister mit dem EC Red Bull Salzburg
- 2012 Österreichischer Meister mit dem EHC Linz